# Flair Software
Flair Software est une entreprise britannique de développement et d'édition de jeux vidéo, créée en 1990 et disparue en 1999.

## Jeux
- Turn n' Burn (1990, Amiga, Atari ST, Commodore 64, DOS)
- Elvira: The Arcade Game (1991, Amiga, Atari ST, Commodore 64, DOS)
- Euro Soccer (1992, Amiga, DOS)
- Trolls (1992, Amiga, Amiga CD32, Commodore 64, DOS)
- Oscar (1993, Amiga, Amiga CD32, DOS, SNES)
- Dangerous Streets (1994, Amiga, Amiga CD32, DOS)
- Summer Olympix (1994, Amiga CD32)
- Whizz (1994, Amiga, DOS, PlayStation, Saturn, SNES)
- Soccer Superstars (1995, Amiga, Amiga CD32, DOS)
- Realm (1996, SNES)
- Time Paradox (1996, DOS)
- Jungle Legend (1999, Windows)